# Michael Jai White
Michael Jai White (Brooklyn, Nova York, 10 de novembre de 1967) és un actor de cinema i televisió, i artista marcial estatunidenc.

## Filmografia
- The Toxic Avenger Part II (1989)
- The Toxic Avenger Part III: The Last Temptation of Toxie (1989)
- Teenage Mutant Ninja Turtles II: The Secret of the Ooze (1991)
- Universal Soldier (1992)
- Tyson (1995) (TV)
- Ballistic (1995)
- Captive Heart: The James Mink Story (1996) (TV)
- Spawn (1997)
- Ringmaster (1998)
- Comptes pendents (City of Industry) (1998)
- Thick as Thieves (1998)
- Soldat universal: El retorn (Universal Soldier: The Return) (1999)
- Freedom Song (2000) (TV)
- Ferida oberta (Exit Wounds) (2001)
- Trois 2: Pandora's Box (2002)
- Silver Hawk (2004)
- Kill Bill Vol. 2 (2004)
- Undisputed II: Last Man Standing (2006)
- Why Did I Get Married (2007)
- The Dark Knight (2008)
- Black Dynamite (2009)
- Blood and Bone (2009)
- Why Did I Get Married Too? (2010)
- Mortal Kombat: Rebirth (2010)[2]
- Mortal Kombat: Legacy (2011)
- Tactical Force (2011)
- Never Back Down 2: The Beatdown (2011)
- We the Party (2012)
- The Philly Kid (2012)
- El Gringo (2012)
- Freaky Deaky (2012)
- The Wizards Hunter: The Hunt for Evangelion Crowley (2012)
- Mortal Kombat (2013)
- El retorn de Falcon (2014)
- Black Friday (2021)